# Время — московское!
«Время — московское!» — третий роман цикла «Завтра война», написанный Александром Зоричем. Это самая объёмная книга трилогии, в которой разрешаются все сюжетные линии двух предыдущих книг и расставляются все точки над i. «Время — московское!» издаётся как одной книгой, так и в двух частях — «Главный ударный флот» и «Пылающий июнь». Также, до выхода полного издания романа, первые его главы были опубликованы в журнале «Мир фантастики» под названием «Мизеркорд» и в июньском номере журнала «Реальность фантастики» (2005’06).

## Сюжет
Бывший союзник, а теперь самый заклятый враг, стоит на пороге Объединённых Наций. Интерфлот потерпел крупнейшее в своей истории поражение, а вражеский десант штурмует 801 парсек — крупнейшую базу Российской Директории. Многим кажется, что поражение неминуемо, но только не доблестным пилотам-истребителям, которые готовы на любой подвиг, веря в то, что ситуация резко изменится. Но даже внезапный перелом в сражении и войне могут дать землянам превосходство над Конкордией, которая тоже имеет свои нераскрытые карты и тайны, такие как загадочная планета Глагол и Паркида — практически бесконечный источник люксогена…

## Награды
- Литературно-практическая конференция «Басткон VII» — лауреат премии «Чаша Бастиона» (январь 2007 г.)
- Лучший российский научно-фантастический роман 2006 года по версии «Мира фантастики»

## Аудиокнига
Роман издан в виде аудиокниги на двух CD и находится в продаже с декабря 2007 года. В отличие от аудиокниг — первых частей трилогии, «Время — московское!» не имеет никаких сокращений. Текст читает Валерий Кухарешин, время звучания: 22 ч. 00 мин.

## Издания
- АСТ, 2006 г. — 608 с. — «Время — московское!» (Звёздный лабиринт), формат: 84x108/32 твёрдая обложка
- АСТ Москва, Хранитель, Харвест, 2006 г. — 1200 с. — «Завтра война», «Без пощады», «Время — московское!» (Библиотека мировой фантастики), тираж: 1500 экз., формат: 60x90/16 твёрдая обложка (ISBN 5-17-039584-1, ISBN 5-9713-3390-9, ISBN 5-9762-1146-1, ISBN 985-13-8694-4)
- АСТ, 2006 г. — 798 с. — «Время — московское!», «Топоры и Лотосы», «Дети Онегина и Татьяны» (Звёздный лабиринт: Коллекция), формат: 84x108/32 твёрдая обложка
- АСТ, 2007 г. — 768 с. — «Время — московское!», «Топоры и Лотосы», «Дети Онегина и Татьяны» (Звёздный лабиринт: Коллекция), тираж: 8000 экз., формат: 84x108/32 твёрдая обложка (ISBN 5-17-041046-8, ISBN 5-9713-4089-1, ISBN 5-9762-1890-3)
- АСТ Москва, Хранитель, 2007 г. — 384 с. — «Время — московское! Главный ударный флот» (Звездный лабиринт), тираж: 10000 экз., формат: 70x90/32 мягкая обложка (ISBN 978-5-17-043780-1, ISBN 978-5-9713-5110-8, ISBN 978-5-9762-3238-9)
- АСТ Москва, Хранитель, 2007 г. — 416 с. — «Время — московское! Пылающий июнь» (Звездный лабиринт), тираж: 12000 экз., формат: 70x90/32 мягкая обложка (ISBN 978-5-17-044291-1, ISBN 978-5-9713-5253-2, ISBN 978-5-9762-3510-6)
- АСТ Москва, Хранитель, 2007 г. — 608 с. — «Время — московское!» (Звездный лабиринт), тираж: 7000 экз., формат: 84x108/32 твёрдая обложка (ISBN 5-17-028928-6, ISBN 5-9713-1935-3, ISBN 5-9762-0326-4)